# Florence Ayisi
Florence Ayisi sinh ở Kumba, Cameroon năm 1962 (có nguồn ghi 1964). Bà là một học giả và nhà làm phim. Bộ phim Sisters in Law của bà đã giành được hơn 27 giải thưởng (bao gồm cả Prix Art et Essai tại Liên hoan phim Cannes năm 2005 và một giải Peabody Award) và lọt vào vòng chung khảo đề cử Academy Award năm 2006. Bà đã giành được Giải thưởng đột phá Hội đồng phim Anh hạng mục tài năng điện ảnh năm 2008. Từ năm 2000, bà đã giảng dạy về phim tại Đại học South Wales.
Ayisi thành lập công ty sản xuất phim Iris Films vào năm 2005. Năm 2007, bà được chấp nhận một cuộc họp với Nữ hoàng vì mối liên hệ công việc của bà với các quốc gia Khối thịnh vượng.

## Trình độ chuyên môn
- Certificate in Higher Education (Cert Ed) (1997) – School of Education, University of Sunderland, U.K.
- MA in Film Production (1992) Northern School of Film and Television, Leeds Metropolitan University, U.K.
- MA in Theatre and Media Production (1989) – University of Hull, U.K[6]
- Diploma in Television Production and Journalism (1987), Television Training Centre, Fulham Studios, London
- BA in English (1986) - Faculty of Modern Letters and Social Sciences – University of Yaoundé, Cameroon, Central Africa[4]

## Danh sách phim
- Zanzibar Soccer Dreams (Florence Ayisi & Catalin Brylla, 2016, 64 mins) -
- Transforming Lives: PNDP and Rural Development in Cameroon (2014, 35 mins)
- Handing Down Time – Cameroon (2012, 55 mins)
- Cameroonian Women in Motion (2012, 10 mins)
- Art of this Place: Women Artists in Cameroon (2011, 40 mins)[4]
- Zanzibar Soccer Queens (2007/2008, 87 & 52 mins)[4][9]
- Our World in Zanzibar (2007, 35 mins)[4]
- My Mother: Isange (2005, 7 minutes)[4][10]
- Sisters in Law (2005) (Florence Ayisi & Kim Longinotto, 2005, 104 mins)
- Reflections (2003)[10]

## Đón nhận
Marsha Meskimmon và Dorothy C. Rowe đã viết rằng "Chân dung sắc thái của Ayisi về cuộc sống của phụ nữ châu Phi đương đại bác bỏ những định kiến đơn giản và cho rằng chính trị giới trong một thế giới toàn cầu có thể không dễ dàng phân chia theo dòng quốc gia, 'Đông' và 'Tây', hoặc 'phát triển' và 'đang phát triển'." Trong một bài viết năm 2012 Olivier Jean TchOuaffé đã nói "Kim Longinotto và Florence Ayisi, trong bộ phim Sister-in-Law, nổi bật vì sự độc đáo mà họ thể hiện nhân vật thẩm phán trong bối cảnh bất an hậu thuộc địa, khi họ làm nổi bật hai người phụ nữ mạnh mẽ là những gương mặt của công lí và trật định pháp luật"p196. Một đánh giá khác mô tả bộ phim là "một bộ phim được xây dựng kỹ lưỡng, tập trung vào bộ phim nó thực sự nói lên điều gì đó về một khía cạnh nhỏ, dễ quản lý của một nền văn hóa khác và những người định hình nó." Một đánh giá trong Black Camera mô tả Sisters in law là "một bộ phim khái quát những trải nghiệm không giống ai."